# Avenida Grau (Piura)
La avenida Grau es una de las principales arterias viales de la ciudad de Piura, Perú. Tiene orientación este-oeste y se extiende desde el jirón Tacna (en el centro histórico) hasta la carretera Panamericana Norte, próximo a la Vía de Evitamiento de Piura. Su longitud aproximada es de 7,57 kilómetros (5 mi).
Las primeras cuadras de la avenida constituyen un importante núcleo comercial local. A lo largo del recorrido la vía pasa junto a hitos como la Catedral de Piura y el Óvalo Grau. La mayor parte de su trayecto discurre en el distrito de Piura, ampliándose hacia el oeste en el distrito de Veintiséis de Octubre.

## Contexto histórico
La avenida tiene su origen en el siglo XIX. En 1896 el alcalde Edmundo Seminario Arámburu habilitó una alameda llamada Santa Lucía desde la iglesia homónima hasta el antiguo muelle del ferrocarril; en el extremo sur de esta vía se instaló un busto de Miguel Grau, conmemorado como héroe naval de Perú. A comienzos del siglo XX la vía fue rebautizada como avenida Grau en honor al «Caballero de los mares», celebrando el cambio con retretas y fuegos artificiales. Con el tiempo la avenida se extendió progresivamente; tras demoler la iglesia de Santa Lucía se prolongó hasta la calle Arequipa, y en 1936 —durante la alcaldía de Emilio Hilbck Navarrete— se abrió el tramo final hasta la calle Tacna. En 1923 se construyó un pedestal de mármol para la estatua de Grau previamente instalada en la avenida.
La relevancia de esta vía en la trama urbana se mantiene en la actualidad. La avenida, especialmente las primeras cuadras de ella, constituyen un importante núcleo comercial local. En 2014 la Municipalidad de Piura planteó peatonalizar las primeras cuadras de la avenida, lo que generó debate entre vecinos y autoridades. En 2024, el Gobierno Regional de Piura incluyó la avenida en un programa de recuperación vial con financiamiento de S/80 millones, proyectando la modernización de sus vías y veredas. 
En 2025, el Gobierno Regional de Piura otorgó la buena pro para la modernización de la vía, desde su inició en el jirón Tacna, hasta el cruce con la avenida Raúl Mata la Cruz, interviniendo poco más de 4 kilómetros (2 mi) con una inversión de S/41,5 millones.

## Recorrido
La avenida mantiene la orientación este-oeste a lo largo de todo su recorrido. Comienza en la intersección con el jirón Tacna (centro histórico de Piura) y concluye al encontrarse con la Panamericana Norte en la periferia occidental de la ciudad. En su trayecto corta varias vías urbanas importantes: atraviesa la avenida Loreto (en el Óvalo Grau), y cruza avenidas como Sullana, Guillermo Gulman, Vice, César Vallejo, Marcavelica y Mata la Cruz, entre otras. De esta manera conecta el casco céntrico de Piura con las zonas residenciales del oeste. La longitud total de la avenida es de unos 7,57 kilómetros (5 mi), y su recorrido une los distritos de Piura y Veintiséis de Octubre.